# Antonio Vega Macotela

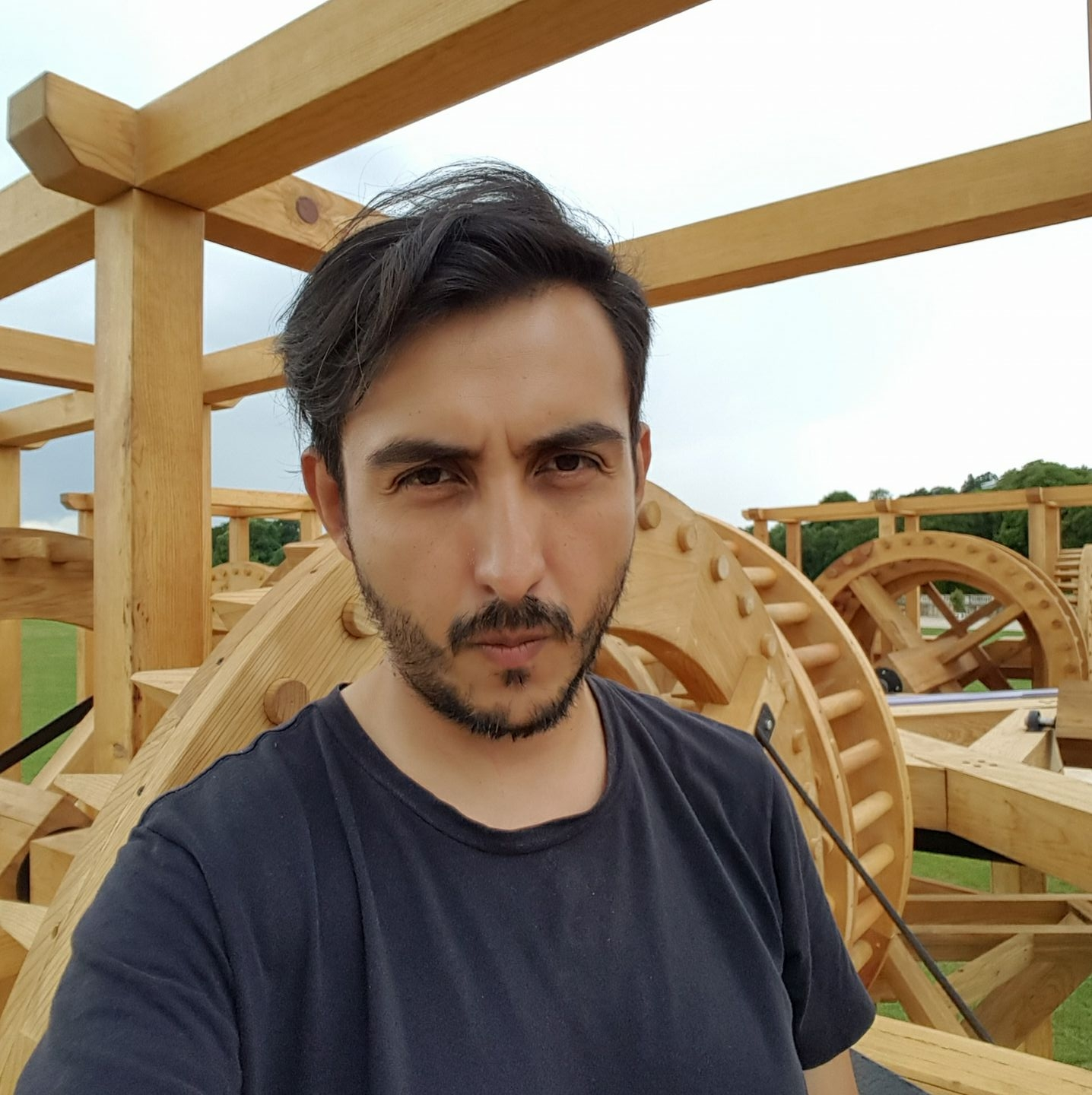
Antonio Vega Macotela

Antonio Vega Macotela (* 1979 in Mexiko-Stadt) ist ein mexikanischer Bildhauer und Mixed-Media-Künstler.

## Leben und Werk
Antonio Vega Macotela studierte von 2000 bis 2004 an der Nationalen Autonomen Universität von Mexiko und von 2003 bis 2008 bei José Miguel González Casanova. 2011 bis 2012 setzte er sein Studium an der Rijksakademie van beeldende kunsten in Amsterdam fort.
Die The Mill of Blood (2017) ist die von Antonio Vega Macotela ausgeführte Rekonstruktion einer Mühle, die von den spanischen Kolonialherren in Bolivien gebaut wurde, um Münzen zu prägen. Mithilfe indigener Sklaven wurden damals die Mühlräder in Bewegung gehalten. Der Titel Mühle des Blutes bezieht sich auf das Blut der Sklaven, welches Spuren im Holz der damaligen Geräte hinterließ. Vega Macotela setzte auf der documenta 14 die Ausstellungsbesucher ein, um die „Blutmühle“ zu betätigen. Drehte der Besucher an der übergroßen, in der Karlsaue aufgebauten Mühle, wurde eine Aluminium-Münze geprägt.
Vega Macotela erhielt zahlreiche Kunstpreise sowie Stipendien und war Artist in Residence. Er stellte unter anderem auf der Biennale von São Paulo, der Manifesta 9 in Genk und der documenta 14 in Kassel und Athen aus.